# غده انگشتی گرجی
غده انگشتی گرجی (نام علمی: Dactylorhiza romana) نام یک گونه از تیره ثعلبیان است.